# Amtsbezirk Burgdorf
Der Amtsbezirk Burgdorf war bis zum 31. Dezember 2009 eine Verwaltungseinheit mit Hauptort Burgdorf im Schweizer Kanton Bern. Der Amtsbezirk umfasste 24 Gemeinden und hatte 46'127 Einwohner (Stand 31. Dezember 2008) auf 197,30 km².
Sitz des Regierungsstatthalters war das Schloss Burgdorf. 

## Gemeinden
| Name der Gemeinde    | Einwohner (31. Dez. 2008) | Fläche in km² | Einwohner pro km² |
| -------------------- | ------------------------- | ------------- | ----------------- |
| Aefligen             | 1'006                     | 2,04          | 493               |
| Alchenstorf          | 565                       | 6,57          | 86                |
| Bäriswil             | 991                       | 2,73          | 363               |
| Burgdorf BE          | 15'238                    | 15,56         | 979               |
| Ersigen              | 1'483                     | 8,76          | 169               |
| Hasle bei Burgdorf   | 3'081                     | 21,89         | 141               |
| Heimiswil            | 1'626                     | 23,36         | 70                |
| Hellsau              | 181                       | 1,48          | 122               |
| Hindelbank           | 2'006                     | 6,75          | 297               |
| Höchstetten BE       | 257                       | 2,64          | 97                |
| Kernenried           | 426                       | 3,33          | 128               |
| Kirchberg BE         | 5'608                     | 9,05          | 620               |
| Koppigen             | 2'069                     | 6,93          | 299               |
| Krauchthal           | 2'273                     | 19,43         | 117               |
| Lyssach              | 1'390                     | 6,05          | 230               |
| Mötschwil            | 138                       | 2,95          | 47                |
| Niederösch           | 226                       | 4,60          | 49                |
| Oberburg BE          | 2'846                     | 14,14         | 201               |
| Oberösch             | 110                       | 2,10          | 52                |
| Rüdtligen-Alchenflüh | 2'169                     | 2,72          | 797               |
| Rumendingen          | 81                        | 2,44          | 33                |
| Rüti bei Lyssach     | 157                       | 1,29          | 122               |
| Willadingen          | 181                       | 2,17          | 83                |
| Wynigen              | 2'019                     | 28,32         | 71                |
| Total (24)           | 46'127                    | 197,30        | 234               |

## Veränderungen im Gemeindebestand

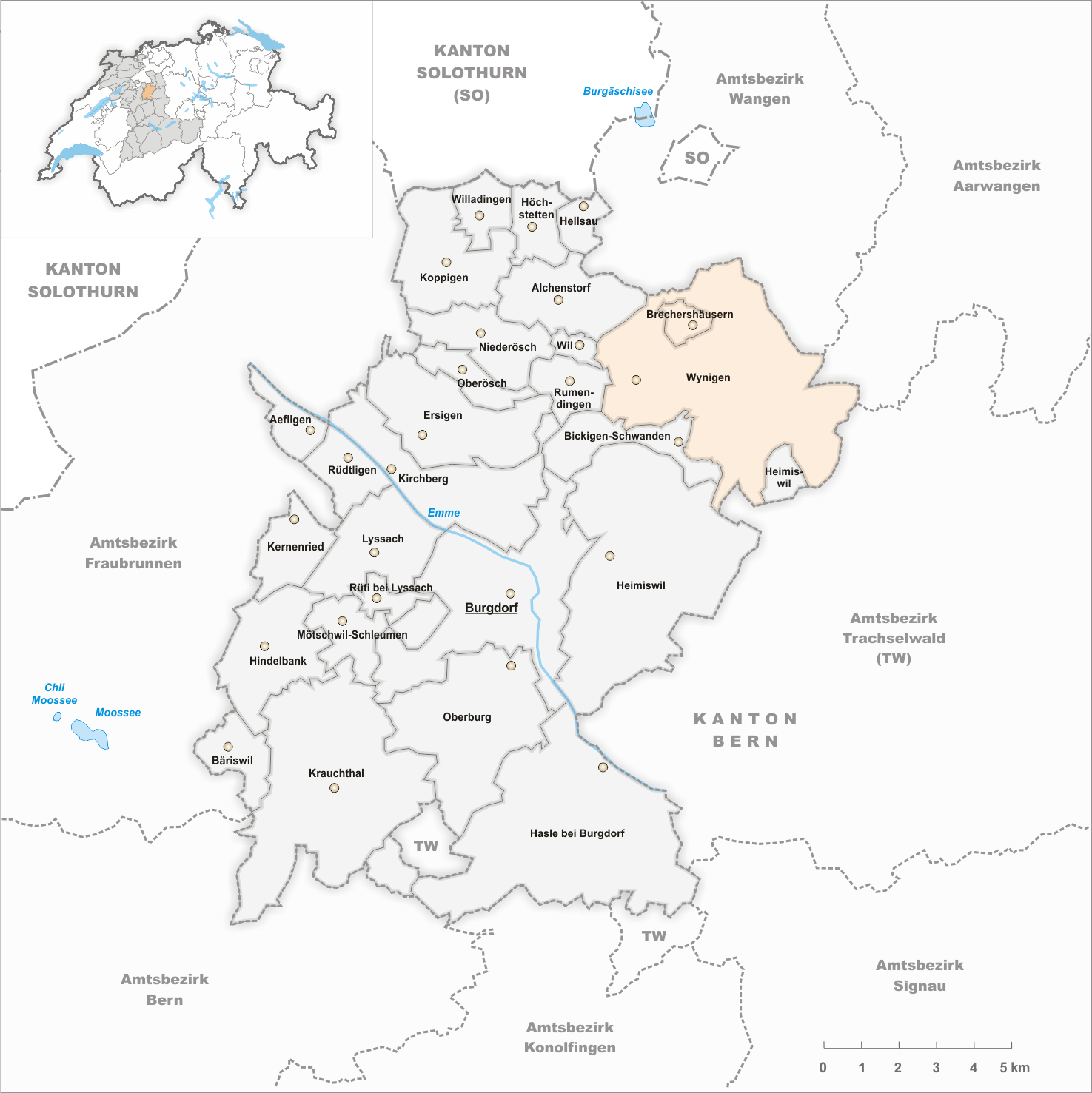
Gemeinden bis 1886
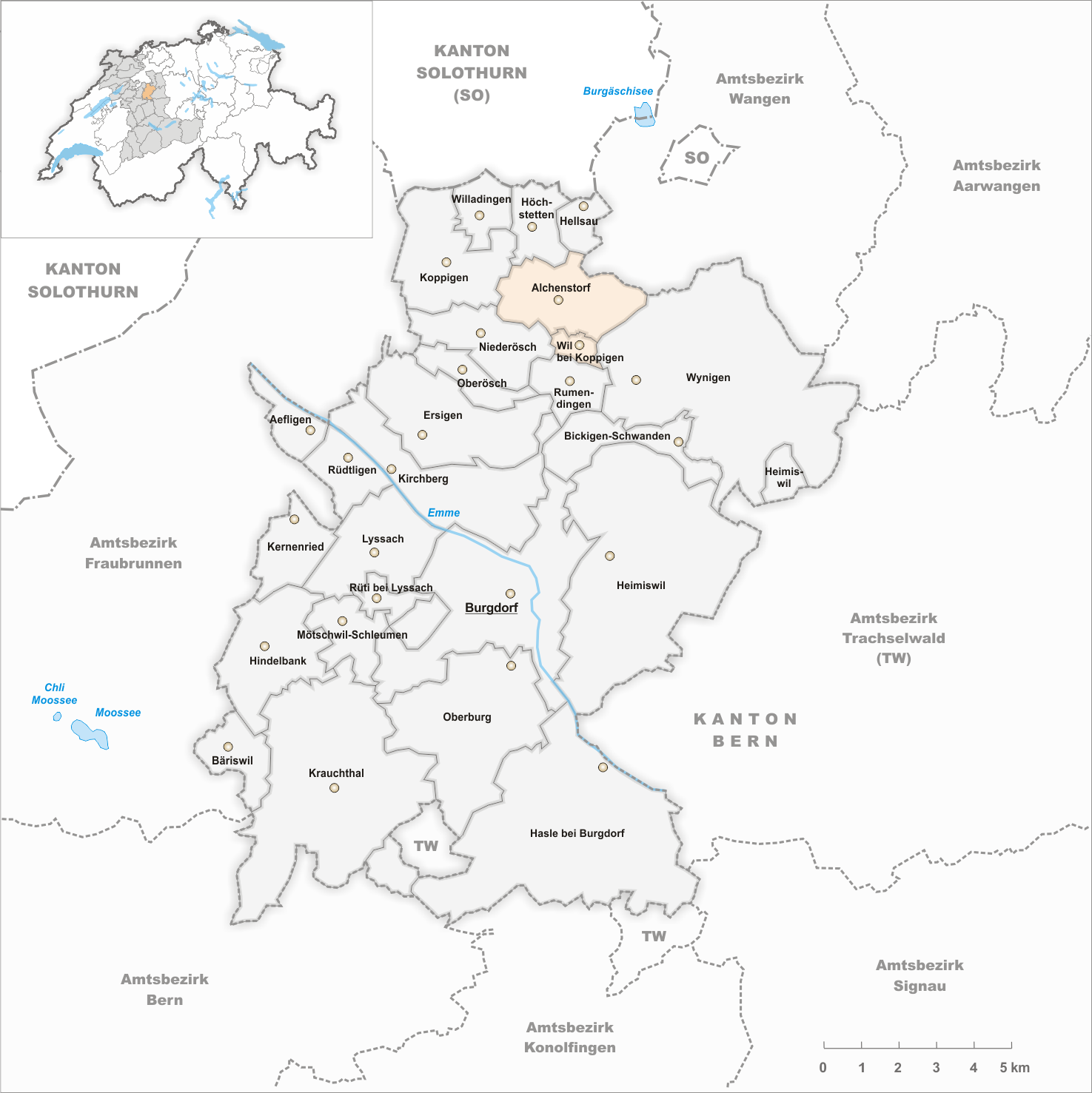
Gemeinden bis 1887
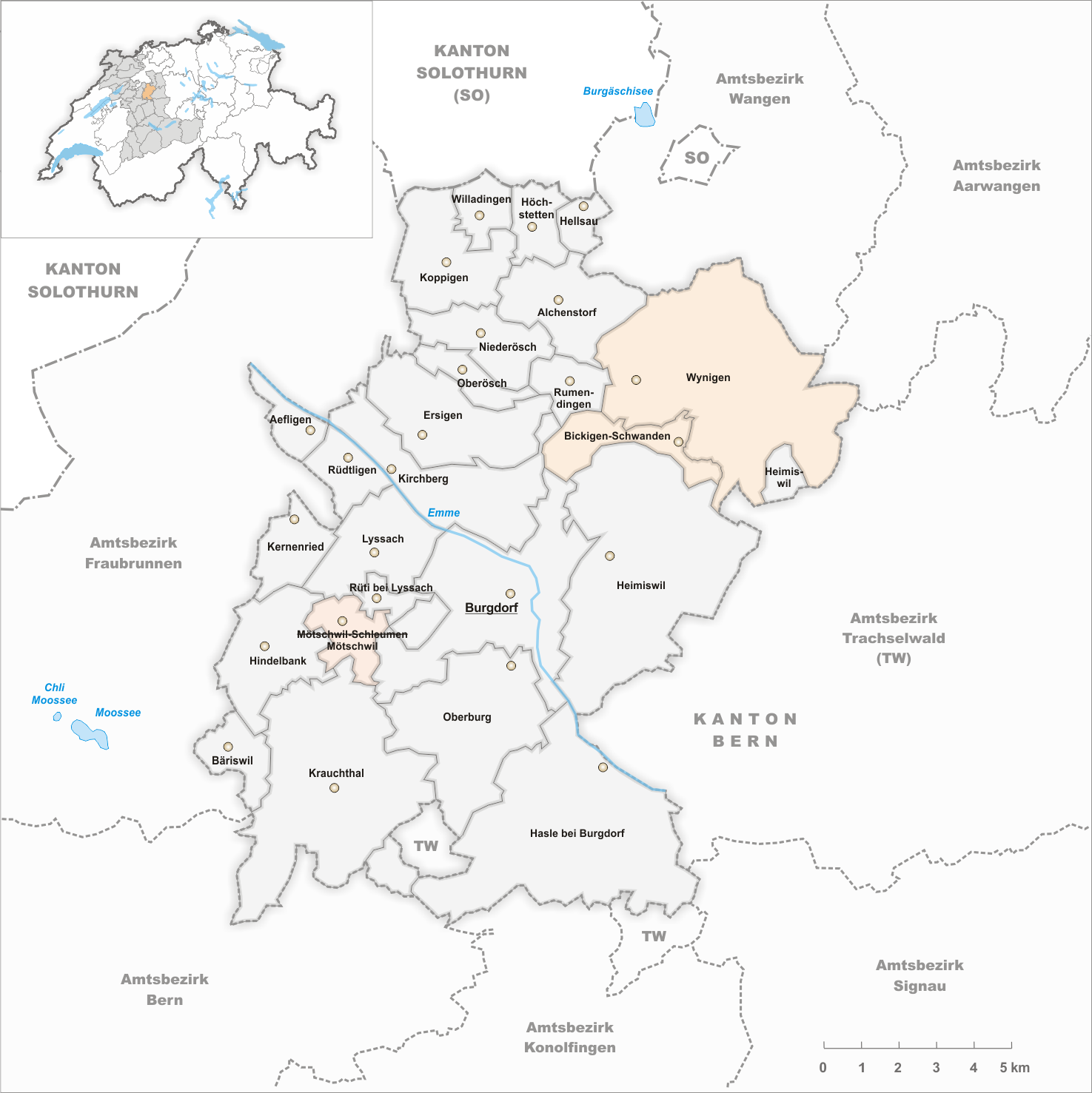
Gemeinden bis 1910
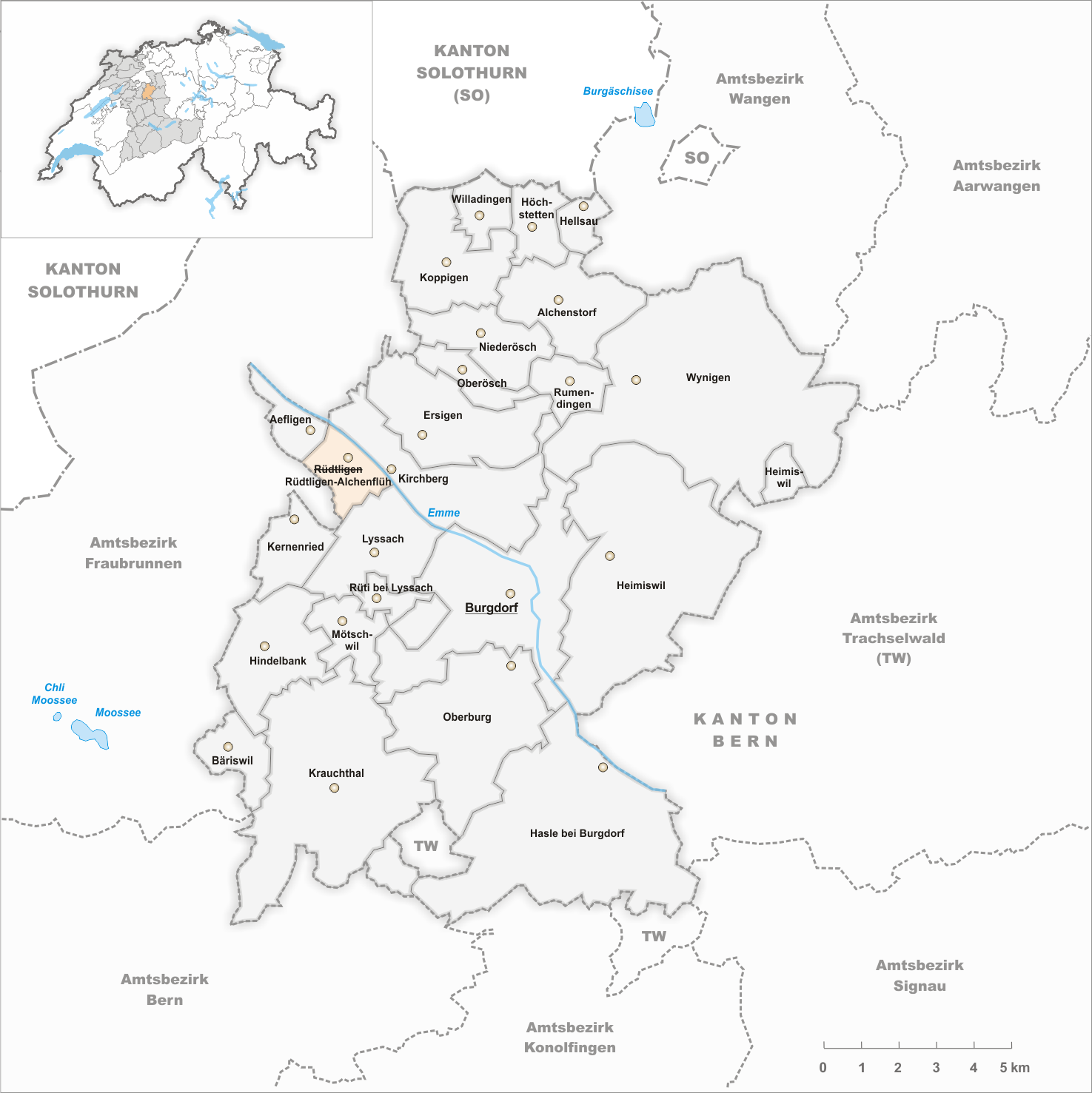
Gemeinden bis 1925
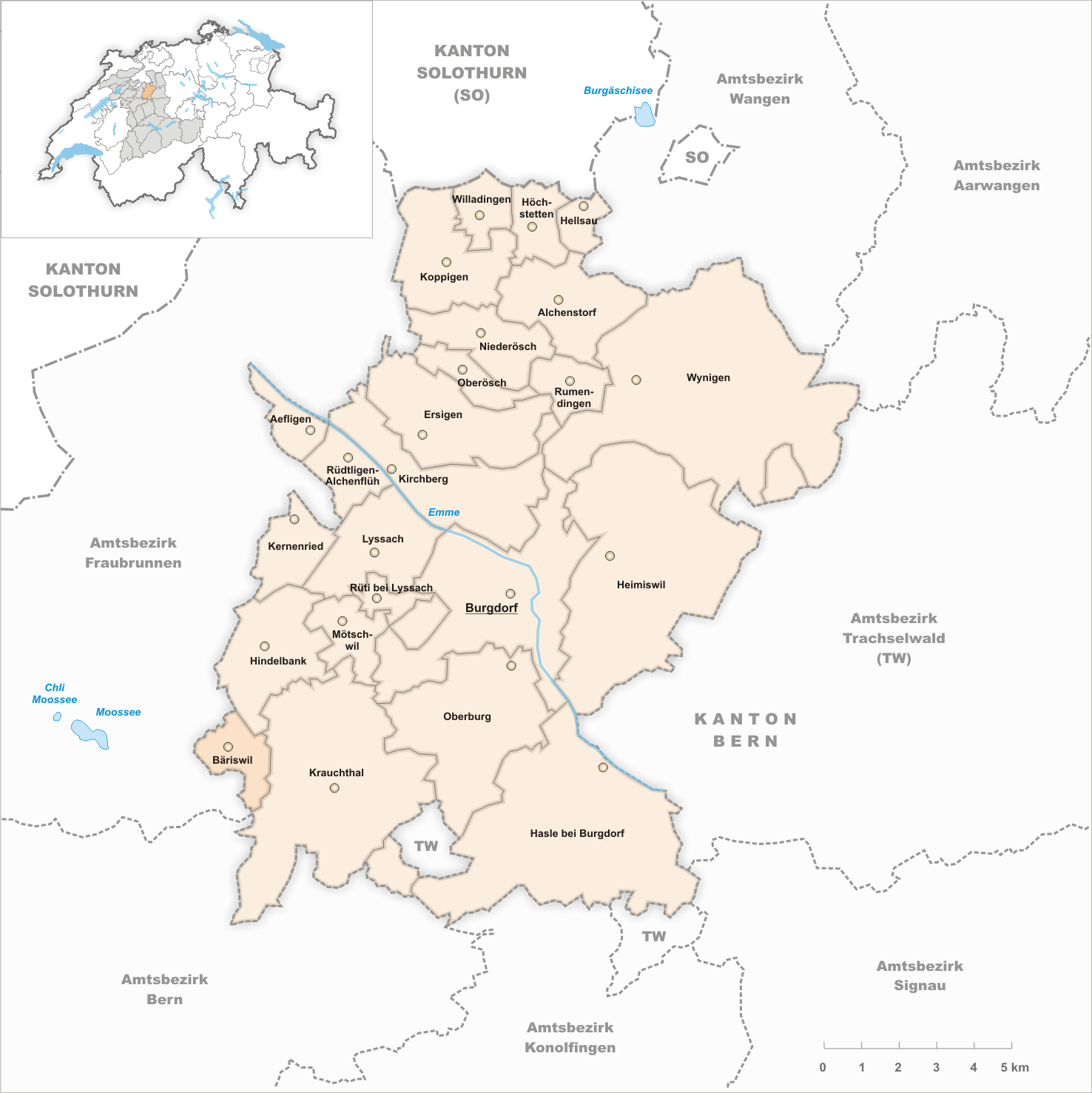
Gemeinden bis 2009

- 1887: Fusion Brechershäusern und Wynigen → Wynigen
- 1888: Fusion Alchenstorf und Wil bei Koppigen → Alchenstorf
- 1911: Fusion Bickigen-Schwanden und Wynigen → Wynigen
- 1911: Namensänderung Mötschwil-Schleumen → Mötschwil
- 1926: Namensänderung Rüdtligen → Rüdtligen-Alchenflüh
- 2010: Bezirkswechsel von Bäriswil vom Amtsbezirk Burgdorf → Verwaltungskreises Bern-Mittelland
- 2010: Bezirkswechsel aller anderen 23 Gemeinden vom Amtsbezirk Burgdorf → Verwaltungskreis Emmental